# Seliște, Gabrovo
Seliște (în bulgară Селище) este un sat în comuna Sevlievo, regiunea Gabrovo,  Bulgaria. 

## Demografie
Componența etnică a satului Seliște
     Bulgari (99,29%)
     Nicio identificare (0,7%)
     Altele (0%)
La recensământul din 2011, populația satului Seliște era de 142 locuitori. Din punct de vedere etnic, majoritatea locuitorilor (99,29%) erau bulgari. Pentru 0,7% din locuitori nu este cunoscută apartenența etnică.